# 퍄오원야오
퍄오원야오 (중국어: 朴文垚, 병음: Piáo Wényáo 박문요, 1988년 4월 25일 ~ ）는 중화인민공화국의 바둑 기사이다. 2011년 기준으로 중국기원 소속 9단이다.

## 약력
조선족 출신으로 헤이룽장성 하얼빈시에서 태어나, 아버지에게서 바둑을 배웠다. 1999년 11세의 나이로 입단했다. 2000년 후원하던 아버지를 사고로 잃고, 조훈현 등의 도움을 받았다.
2005년 LG배 4강에 진출했으며, 2009년 도요타덴소배에서 구리에게 패하여 준우승했다. 2010년 후지쯔배 4강에 진출했다. 2011년 2월 LG배에서 쿵제를 꺾고, 첫 국제 기전 우승을 이루었다.

## 국내기전 성적
- 2007년 초상은행배 우승
- 2010년 전국개인전 우승

## 국제기전 성적
| 대회       | 2005 | 2006 | 2007   | 2008 | 2009 | 2010 | 2011 | 2012 | 2013 | 2014 |
| ---------- | ---- | ---- | ------ | ---- | ---- | ---- | ---- | ---- | ---- | ---- |
| 잉씨배     | ×    | -    | -      | 8강  | -    | -    | -    | 16강 | -    | -    |
| 후지쯔배   | ×    | ×    | ×      | ×    | 8강  | 4강  | 8강  | 중지 | -    | -    |
| 삼성화재배 | 16강 | 8강  | 32강   | ×    | ×    | ×    | 32강 | ×    | ×    | ×    |
| LG배       | 4강  | ×    | ×      | ×    | 4강  | 우승 | 16강 | 32강 | ×    | ×    |
| 춘란배     | -    | ×    | -      | ×    | -    | ×    | -    | 8강  | -    | ×    |
| BC카드배   | -    | -    | -      | -    | 8강  | ×    | 64강 | 4강  | 중지 | -    |
| 도요타배   | 16강 | -    | 준우승 | 중지 | -    | -    | -    | -    | -    | -    |
| 바이링배   | -    | -    | -      | -    | -    | -    | -    | 64강 | -    | 32강 |
| 몽백합배   | -    | -    | -      | -    | -    | -    | -    | -    | 64강 | -    |
| TV아시아   | ×    | ×    | 1회전  | ×    | ×    | ×    | ×    | ×    | ×    | ×    |
| 농심배     | ×    | ×    | ×      | 0:1  | ×    | ×    | 0:1  | ×    | ×    | ×    |